# Phaonia nakanishii
Phaonia nakanishii este o specie de muște din genul Phaonia, familia Muscidae, descrisă de Shinonaga în anul 1994.
Este endemică în Nepal. Conform Catalogue of Life specia Phaonia nakanishii nu are subspecii cunoscute.